# 酋长岩
酋长岩（英語：El Capitan）是美国加利福尼亚州优胜美地国家公园内的一块巨大磐石，位于约塞米蒂谷以南。整块石头高900余米（3,000英尺），顶部海拔2307米（7,569英尺），是攀岩爱好者的圣地。从优胜美地瀑布边的小径向西可以直达酋长岩的顶部，但对于攀岩爱好者来说，真正的挑战在于直接攀爬裸露的花岗岩表面。目前已经有数条已知的攀顶路线，但都无比艰巨。

## 地质
酋长岩几乎整体都由一块巨大的浅色花岗岩组成，形成于大约一亿年前。是世界上最大的单体花岗岩。

## 登顶
2017年6月3日，美国攀岩家亚历克斯·霍诺尔德完成首次不携带绳索、保护带或者其他任何保护设备，成功完成徒手獨攀，登上酋长岩顶端。整个过程耗时3小时56分钟，从清晨5:32开始，9:28登顶成功。2018年被拍成纪录片《赤手登峰》，赢得多伦多国际电影节人民选择奖最佳纪录片，以及奧斯卡最佳紀錄片。

## 其他
蘋果公司於2015年6月所發表的OS X 10.11版作業系統，依循以加州地景命名之慣例，取名為「El Capitan」。